# Ken Frost
Ken Frost (Rødovre, 15 febbraio 1967) è un ex pistard danese.

## Palmarès

### Olimpiadi
- 1 medaglia:
  - 1 bronzo (Barcellona 1992 nell'inseguimento a squadre)